# Aono Suekichi

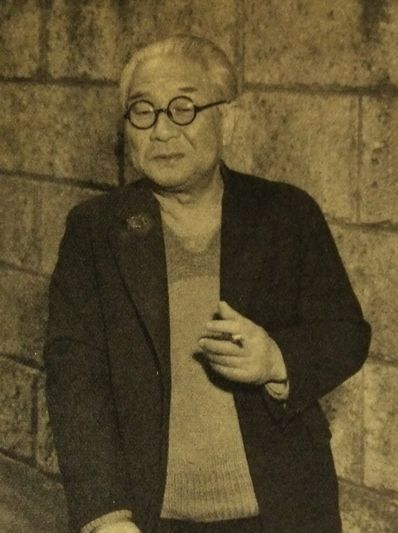
Aono Suekichi

Aono Suekichi (japanisch 青野 季吉; * 24. Februar 1890 in der Präfektur Niigata; † 23. Juni 1961 in Tokio) war ein japanischer marxistischer Literaturtheoretiker und -kritiker.

## Leben und Wirken
Aoki Suekichi machte 1915 einen Abschluss an der Waseda-Universität im Fach Englische Literatur. Zunächst arbeitete er als Zeitungsreporter, bis er 1922 mit seinem Werk „Shinrei no metsubŏ“ (心霊の滅亡)　– „Untergang der Seele“  – Anerkennung als Literaturkritiker fand. Aono hatte dann maßgeblichen Einfluss auf die proletarische Literatur der 1920er- und 1930er-Jahre in Japan. Obwohl Marxist, hatte er wiederholt Differenzen mit der Kommunistischen Partei Japans. In den 1930er-Jahren rückte er immer mehr von orthodoxen marxistischen Standpunkten ab.
Als Kritiker arbeitete Aono für das proletarische Magazin Bungei Sensen. 1923 veröffentlichte er eine Studie über die Werke Lenins. Nach dem Zweiten Weltkrieg wurde er Vorsitzender des Schriftstellerverbandes Nihon Bungeika Kyōkei. 1949 wurde er für Gendai-bungaku-ron mit dem Yomiuri-Literaturpreis ausgezeichnet, 1955 erhielt er für das literaturtheoretische Werk Gendai bungakuron taikei, 1958 für Bungaku gojūnen und 1964 für das Tagebuch Aono Suekichi nikki den Mainichi-Kulturpreis.